# ASEC Mimosas en competiciones de la CAF
El ASEC Mimosas ha participado con bastante regularidad en los torneos organizados por la Confederación Africana de Fútbol, registrando un título continental en la Liga de Campeones de la CAF 1998 en dos finales jugadas, además de haber ganado la Supercopa de la CAF ante el Espérance de Tunis por 3-1, final disputada en el año 1999.
Su primera participación fue en la Copa Africana de Clubes Campeones 1971 y ha participado en casi todos los torneos que ha organizado la Confederación Africana de Fútbol a excepción de la desaparecida Copa CAF.

#### Por competición
Nota: En negrita competiciones activas.
| Competición                                            | Temp. | PJ  | PG  | PE | PP | GF  | GC  | Dif. | Puntos | Títulos | Subtítulos |
| ------------------------------------------------------ | ----- | --- | --- | -- | -- | --- | --- | ---- | ------ | ------- | ---------- |
| Liga de Campeones de la CAF                            | 28    | 200 | 102 | 46 | 52 | 303 | 182 | +121 | 352    | 1       | 1          |
| Copa Confederación de la CAF                           | 8     | 50  | 23  | 13 | 14 | 58  | 44  | +14  | 82     | –       | –          |
| Supercopa de la CAF                                    | 1     | 1   | 1   | 0  | 0  | 3   | 1   | +2   | 3      | 1       | –          |
| Recopa Africana                                        | 4     | 18  | 9   | 2  | 7  | 29  | 22  | +7   | 29     | –       | –          |
| Total                                                  | 41    | 269 | 135 | 61 | 73 | 393 | 249 | +144 | 466    | 2       | 1          |
| Actualizado a la Copa Confederación de la CAF 2022-23. |       |     |     |    |    |     |     |      |        |         |            |

## Participaciones

### Liga de Campeones de la CAF
| Temporada | Ronda          | Club                     | Casa | Visita | Global       |
| --------- | -------------- | ------------------------ | ---- | ------ | ------------ |
| 1998      | 1              | R. C. Bobo               | 4-1  | 0-1    | 4-2          |
| 1998      | 2              | 105 Libreville           | 2-0  | 2-2    | 4-2          |
| 1998      | Fase de grupos | Raja Casablanca          | 1-1  | 1-0    | 1.º Lugar    |
| 1998      | Fase de grupos | Young Africans           | 2-1  | 3-0    | 1.º Lugar    |
| 1998      | Fase de grupos | Manning Rangers          | 3-1  | 0-1    | 1.º Lugar    |
| 1998      | Final          | Dynamos                  | 4-2  | 0-0    | 4-2          |
| 1999      | 1              | 105 Libreville           | 3-1  | 0-1    | 3-2          |
| 1999      | 2              | USM El Harrach           | 4-0  | 1-2    | 5-2          |
| 1999      | Fase de grupos | Espérance de Tunis       | 1-0  | 0-3    | 2.º Lugar    |
| 1999      | Fase de grupos | Saint-Louisienne         | 3-1  | 0-0    | 2.º Lugar    |
| 1999      | Fase de grupos | Dynamos                  | 2-0  | 1-2    | 2.º Lugar    |
| 2001      | 1              | Stade Malien             | 2-0  | 0-2    | 2-2 (4:3 p.) |
| 2001      | 2              | ASC Diaraf               | 2-0  | 0-2    | 2-2 (4:2 p.) |
| 2001      | Fase de grupos | CR Belouizdad            | 7-0  | 1-1    | 3.º Lugar    |
| 2001      | Fase de grupos | Petro Atlético de Luanda | 1-2  | 1-0    | 3.º Lugar    |
| 2001      | Fase de grupos | Al-Ahly                  | 1-0  | 1-2    | 3.º Lugar    |
| 2002      | 1              | 105 Libreville           | 4-0  | 4-2    | 8-2          |
| 2002      | 2              | Enyimba                  | 4-1  | 1-3    | 5-4          |
| 2002      | Fase de grupos | Zamalek                  | 1-0  | 1-3    | 2.º Lugar    |
| 2002      | Fase de grupos | CD Costa do Sol          | 5-0  | 2-0    | 2.º Lugar    |
| 2002      | Fase de grupos | Espérance de Tunis       | 3-1  | 0-2    | 2.º Lugar    |
| 2002      | Semifinales    | Raja Casablanca          | 2-0  | 0-4    | 2-4          |
| 2003      | 1              | AS Niamey                | 3-0  | 2-2    | 5-2          |
| 2003      | 2              | Hassania Agadir          | 1-0  | 0-0    | 1-0          |
| 2003      | Fase de grupos | Ismaily                  | 1-1  | 0-2    | 4.º Lugar    |
| 2003      | Fase de grupos | Simba                    | 4-3  | 0-1    | 4.º Lugar    |
| 2003      | Fase de grupos | Enyimba                  | 0-2  | 1-3    | 4.º Lugar    |
| 2004      | 1              | Asante Kotoko            | 1-1  | 0-0    | 1-1 (v.)     |
| 2005      | 1              | GD Sagrada Esperança     | 1-0  | 2-2    | 3-2          |
| 2005      | 2              | Dolphins                 | 2-0  | 0-2    | 2-2 (5:3 p.) |
| 2005      | Fase de grupos | Zamalek                  | 1-1  | 1-2    | 3.º Lugar    |
| 2005      | Fase de grupos | Espérance de Tunis       | 1-0  | 0-0    | 3.º Lugar    |
| 2005      | Fase de grupos | Étoile du Sahel          | 1-1  | 1-2    | 3.º Lugar    |
| 2006      | Preliminar     | East End Lions           | 3-0  | 4-0    | 7-0          |
| 2006      | 1              | FC Civics                | 3-0  | 1-0    | 4-0          |
| 2006      | 2              | ASC Port Autonome        | 6-0  | 0-1    | 6-1          |
| 2006      | Fase de grupos | Orlando Pirates          | 4-0  | 1-1    | 1.º Lugar    |
| 2006      | Fase de grupos | Hearts of Oak            | 3-0  | 0-0    | 1.º Lugar    |
| 2006      | Fase de grupos | Enyimba                  | 3-0  | 0-0    | 1.º Lugar    |
| 2006      | Semifinales    | Al-Ahly                  | 2-1  | 0-2    | 2-3          |
| 2007      | 1              | Kallon FC                | 2-1  | 1-0    | 3-1          |
| 2007      | 2              | Wydad Casablanca         | 2-0  | 0-0    | 2-0          |
| 2007      | Fase de grupos | Espérance de Tunis       | 2-0  | 0-0    | 3.º Lugar    |
| 2007      | Fase de grupos | Al-Ahly                  | 0-1  | 1-2    | 3.º Lugar    |
| 2007      | Fase de grupos | Al-Hilal Omdurmán        | 1-0  | 1-2    | 3.º Lugar    |
| 2008      | 1              | Kaloum Star              | 0-0  | 1-1    | 1-1 (v.)     |
| 2008      | 2              | Olympique Khouribga      | 0-0  | 1-1    | 1-1 (v.)     |
| 2008      | Fase de grupos | Dynamos                  | 1-2  | 1-2    | 3.º Lugar    |
| 2008      | Fase de grupos | Al-Ahly                  | 0-0  | 2-2    | 3.º Lugar    |
| 2008      | Fase de grupos | Zamalek                  | 3-0  | 0-0    | 3.º Lugar    |
| 2009      | 1              | Etoile Filante           | 2-0  | 1-0    | 3-0          |
| 2009      | 2              | Monomotapa United        | 1-0  | 0-2    | 1-2          |
| 2010      | 1              | Zanaco                   | 1-1  | 0-1    | 1-2          |
| 2011      | Preliminar     | CF Cansado               | 7-0  | 2-0    | 9-0          |
| 2011      | 1              | Motor Action             | -    | 0-01   | 0-0 (4:2 p.) |
| 2011      | 2              | Raja Casablanca          | -    | 1-11   | 1-1 (4:5 p.) |
| 2018      | Preliminar     | Buffles du Borgou FC     | 3-2  | 1-1    | 4-3          |
| 2018      | 1              | ZESCO United             | 1-2  | 1-0    | 2-2 (v.)     |
| 2018/19   | Preliminar     | AS Mangasport            | 1-0  | 0-0    | 1-0          |
| 2018/19   | 1              | Stade Malien             | 1-0  | 1-0    | 2-0          |
| 2018/19   | Fase de grupos | Wydad Casablanca         | 2-0  | 2-5    | 4.º Lugar    |
| 2018/19   | Fase de grupos | Mamelodi Sundowns        | 0-0  | 1-3    | 4.º Lugar    |
| 2018/19   | Fase de grupos | Lobi Stars               | 1-0  | 0-2    | 4.º Lugar    |
| 2021/22   | 1              | Teungueth FC             | 1-0  | 1-0    | 2-0          |
| 2021/22   | 2              | CR Belouizdad            | 3-2  | 0-1    | 3-3 (a)      |
| 2022/23   | 1              | Coton Sport              | 2-1  | 2-0    | 2-0          |
| 2022/23   | 2              | Horoya AC                | 0-1  | 1-1    | 1-2          |

1- La serie se jugó a un partido por los graves incidentes en Costa de Marfil.

### Copa Africana de Clubes Campeones
| Temporada | Ronda            | Club                     | Casa  | Visita | Global       |
| --------- | ---------------- | ------------------------ | ----- | ------ | ------------ |
| 1971      | 2                | Stade Malien             | 2-1   | 2-2    | 4-3          |
| 1971      | Cuartos de final | Enugu Rangers            | 2-0   | 1-0    | 3-0          |
| 1971      | Semifinales      | Canon Yaoundé            | 2-1   | 1-4    | 3-5          |
| 1973      | 1                | Mighty Barrolle          | 2-1   | 3-1    | 5-2          |
| 1973      | 2                | Hafia FC                 | 4-3   | 1-2    | 5-5 (3:2 p.) |
| 1974      | 1                | Mighty Barrolle          | 2-0   | 0-0    | 2-0          |
| 1974      | 2                | Modèle Lomé              | 3-0   | w.o.1  | 3-0          |
| 1974      | Cuartos de final | ASC Jeanne d'Arc         | 2-1   | 0-1    | 2-2 (v.)     |
| 1975      | 1                | Olympic FC               | 4-1   | 2-0    | 6-1          |
| 1975      | 2                | ASFA Dakar               | 1-1   | 1-1    | 2-2 (6:5 p.) |
| 1975      | Cuartos de final | Lomé I                   | 1-0   | 1-3    | 2-3          |
| 1976      | 2                | Silures                  | 2-0   | 2-0    | 4-0          |
| 1976      | Cuartos de final | Asante Kotoko            | 1-0   | 1-2    | 2-2 (v.)     |
| 1976      | Semifinales      | Hafia FC                 | 3-0   | 0-5    | 3-5          |
| 1981      | 1                | SEIB Diourbel            | 2-1   | 1-2    | 3-3 (4:3 p.) |
| 1981      | 2                | Canon Yaoundé            | 3-1   | 0-0    | 3-1          |
| 1981      | Cuartos de final | AS Kaloum Star           | 1-2   | 1-2    | 2-4          |
| 1991      | 1                | Al Ittihad Tripoli       | 0-0   | 2-0    | 2-0          |
| 1991      | 2                | Petro Atlético de Luanda | 1-0   | 0-1    | 1-1 (3:1 p.) |
| 1991      | Cuartos de final | Iwuanyanwu Nationale     | 3-0   | 0-3    | 3-3 (5:6 p.) |
| 1992      | 1                | Etoile Filante           | 2-1   | 2-0    | 4-1          |
| 1992      | 2                | Horoya AC                | 4-0   | 2-1    | 6-1          |
| 1992      | Cuartos de final | Asante Kotoko            | 2-1   | 2-3    | 4-4 (v.)     |
| 1992      | Semifinales      | Wydad Casablanca         | 3-1   | 0-2    | 3-3 (v.)     |
| 1993      | 1                | Djoliba AC               | 2-0   | 1-1    | 3-1          |
| 1993      | 2                | CD Costa do Sol          | 2-0   | 1-1    | 3-1          |
| 1993      | Cuartos de final | Nakivubo Villa           | w.o.2 | 1-1    | 1-1          |
| 1993      | Semifinales      | Asante Kotoko            | 3-1   | 0-2    | 3-3 (v.)     |
| 1995      | 1                | Petro Atlético de Luanda | 3-1   | 2-1    | 5-2          |
| 1995      | 2                | Simba                    | 2-1   | 2-1    | 4-2          |
| 1995      | Cuartos de final | Ashanti Gold SC          | 2-0   | 0-0    | 2-0          |
| 1995      | Semifinales      | Ismaily                  | 5-1   | 0-1    | 5-2          |
| 1995      | Final            | Orlando Pirates FC       | 0-1   | 2-2    | 2-3          |
| 1996      | 1                | Postel 2000 FC           | 4-0   | 1-0    | 5-0          |
| 1996      | 2                | ASC Diaraf               | 1-1   | 0-0    | 1-1 (v.)     |

1- Modéle Lomé fue expulsado del torneo antes de jugar el partido de vuelta.

2- Nakivubo Villa abandonó el torneo antes de jugar el partido de vuelta y fue suspendido 3 años de los torneos organizados por la CAF.

### Copa Confederación de la CAF
| Temporada | Ronda            | Club              | Casa | Visita | Global      |
| --------- | ---------------- | ----------------- | ---- | ------ | ----------- |
| 2009      | 3                | ENPPI Club        | 2-2  | 0-0    | 2-2 (v.)    |
| 2011      | 3                | Primero de Agosto | 4-0  | 1-1    | 5-1         |
| 2011      | Fase de grupos   | Club Africain     | 1-1  | 0-1    | 3.º Lugar   |
| 2011      | Fase de grupos   | Interclube        | 1-0  | 0-1    | 3.º Lugar   |
| 2011      | Fase de grupos   | Kaduna United     | 2-1  | 1-2    | 3.º Lugar   |
| 2012      | 1                | Etoile Filante    | 2-0  | 2-2    | 4-2         |
| 2012      | 2                | CODM Meknès       | 1-1  | 0-0    | 1-1 (v.)    |
| 2013      | 1                | RC Kadiogo        | 1-1  | 2-1    | 3-2         |
| 2013      | 2                | LLB Académic      | 1-0  | 0-1    | 1-1 (2:4 p) |
| 2017      | 1                | APEJES Academy    | 2-0  | 0-1    | 2-1         |
| 2017      | Play-Off         | CF Mounana        | 0-0  | 1-2    | 1-2         |
| 2018      | Playoff          | CR Belouizdad     | 1-0  | 0-0    | 1-0         |
| 2018      | Fase de grupos   | Raja Casablanca   | 0-1  | 0-4    | 3.º Lugar   |
| 2018      | Fase de grupos   | Vita Club         | 2-0  | 1-3    | 3.º Lugar   |
| 2018      | Fase de grupos   | Aduana Stars      | 1-0  | 2-0    | 3.º Lugar   |
| 2021/22   | Playoff          | Interclube        | 2-0  | 3-2    | 5-2         |
| 2021/22   | Fase de grupos   | RS Berkane        | 3-1  | 0-1    | 3° Lugar    |
| 2021/22   | Fase de grupos   | Simba SC          | 3-0  | 1-3    | 3° Lugar    |
| 2021/22   | Fase de grupos   | US GN             | 2-1  | 0-2    | 3° Lugar    |
| 2022/23   | Playoff          | SC Gagnoa         | 2-0  | 3-2    | 5-2         |
| 2022/23   | Fase de grupos   | Rivers United     | 1-0  | 0-3    | 1° Lugar    |
| 2022/23   | Fase de grupos   | Diables Noirs     | 2-0  | 1-0    | 1° Lugar    |
| 2022/23   | Fase de grupos   | Motema Pembe      | 0-0  | 2-1    | 1° Lugar    |
| 2022/23   | Cuartos de final | Monastir          | 0-0  | 2-0    | 2-0         |
| 2022/23   | Semifinales      | USM Alger         | 0-0  | 0-2    | 0-2         |

### Recopa Africana
| Temporada | Ronda            | Club                       | Casa  | Visita | Global       |
| --------- | ---------------- | -------------------------- | ----- | ------ | ------------ |
| 1983      | 1                | Buffles du Borgou FC       | 4-1   | 1-2    | 5-3          |
| 1983      | 2                | Stationery Stores          | w.o.1 | w.o.1  | w.o.1        |
| 1983      | Cuartos de final | DNC Alger                  | 1-0   | 2-1    | 3-1          |
| 1983      | Semifinales      | OC Agaza                   | 2-2   | 0-0    | 2-2 (v.)     |
| 1984      | 1                | Requins de l'Atlantique FC | 3-0   | 1-2    | 4-2          |
| 1984      | 2                | Great Olympics             | 2-0   | 1-2    | 3-2          |
| 1984      | Cuartos de final | Al-Ahly                    | 2-1   | 1-3    | 3-4          |
| 1987      | 1                | ASF Douanes                | 4-1   | 0-2    | 4-3          |
| 1987      | 2                | Abiola Babes               | 2-0   | 0-2    | 2-2 (2:4 p.) |
| 2000      | 1                | ASC Ndiambour              | 3-1   | 0-2    | 3-3 (v.)     |

1- Stationery Stores abandonó el torneo.

### Supercopa de la CAF
| Temporada | Ronda | Club               | Resultado |
| --------- | ----- | ------------------ | --------- |
| 1999      | Final | Espérance de Tunis | 3-1       |